# Comunitat de municipis Hardouinais Mené
La Comunitat de municipis Hardouinais Mené (en bretó Kumuniezh-kumunioù Koad Alan-ar Menez) és una estructura intercomunal francesa, situada al departament de les Costes d'Armor a la regió Bretanya, al País Centre Bretanya. Té una extensió de 249,68 kilòmetres quadrats i una població de 7.693 habitants (2006).

## Composició
Agrupa 9 comunes :
1. Gomené
2. Illifaut
3. Laurenan
4. Loscouët-sur-Meu
5. Merdrignac
6. Mérillac
7. Saint-Launeuc
8. Saint-Vran
9. Trémorel